# Гренландія (фільм)
«Гренландія» (англ. Greenland) — американський фільм-катастрофа режисера Ріка Романа Во.

## Сюжет
До Землі наближається міжзоряна комета, названа кометою Кларка на честь першовідкривача. Сім'я Джона Герріта — будівельника з Флориди спокійно очікує падіння фрагмента комети, бо спочатку передбачалося її падіння в океан. Однак розрахунки виявилися неточні, фрагмент комети стирає з поверхні землі найближче місто. Космічне тіло загрожує припинити існування життя на Землі. Джон отримує повідомлення про посадку на спеціальний борт для евакуації обраної частини населення в підземні бункери в Гренландії. Прориваючись через пробки та паніку на дорогах, він привозить дружину Еллісон і сина Натана в аеропорт. У Натана  цукровий діабет і він втратив свій запас інсуліну. Джон кидається шукати ліки.
Тим часом родині Герритів відмовляють у посадці на борт, бо офіцер зауважує на поясі Натана інсулінову помпу, а рятувати збираються тільки абсолютно здорових людей. Джон на деякий час втрачає близьких і здогадується, що вони поїдуть додому до батька Еллісон. Джон дізнається, що місце призначення в Гренландії авіабаза Туле. Він знаходить сім'ю і вони їдуть до Канади. Там їм вдається сісти з іншими біженцями на невеликий літак і вилетіти в Гренландію. На підльоті до авіабази літак зазнає трощі. Останні кілометри Джон і його сім'я долають засніженою пустельною місцевістю. До моменту закінчення останніх секунд перед ударом найбільшого уламка комети, вони дістаються до притулку. Через 9 місяців врятовані люди покидають притулок і спостерігають пустельну неживу землю. Проте незабаром їм вдається зловити радіосигнал на коротких хвилях від інших уцілілих.

## В ролях
- Джерард Батлер — Джон
- Морена Баккарін — Елісон
- Скотт Гленн — Клейтон
- Девід Денман — Ральф Венто
- Хоуп Девіс — Джуді Венто
- Ендрю Бечелор — Нейтан
- Гарі Вікс — Томас
- Клер Бронсон — Дебра
- Меррін Дангі — майор Брін
- Роджер Дейл Флойд — Нейтан
- Голт Маккелені — пілот

## Виробництво
У лютому 2019 року стало відомо, що режисером фільму стане Рік Роман Во, а головну роль зіграє Джерард Батлер.
Знімання фільму почалися в червні 2019 року і закінчилися 16 серпня в Атланті.

## Реліз
Спочатку вихід фільму був запланований на 12 червня 2020 року, але згодом через пандемію COVID-19 було перенесено спочатку на 31 липня, а потім на 14 серпня 2020 року.